# Baszmakowo
Baszmakowo – osiedle typu miejskiego w Rosji, w obwodzie penzeńskim. W 2010 roku liczyło 10 416 mieszkańców.